# Maria Dallas
Maria Dallas (pravog imena Marina Devcich odnosno Marina Devčić, rođena između 1940-ih i 1950-ih) je novozelandska i australska pjevačica hrvatskog podrijetla. 
Njen se pjevački dar otkrilo u malom novozelandskokm gradiću Morrinsvilleu .
Njen prvi singl "Tumblin' Down" koji je izdan 1966. je došao do 11. mjesta na top-listama.
Izdala je nekoliko albuma i singlova prije nego što se preselila u Australiju 1967. i onda u Nashville. 
Na Novi Zeland se vratila 1970. i osvojila je 1. mjesto na top-listama s pjesmom "Pinocchio".